# Acțiunile militare din Oltenia (1916)
Acțiunile militare din Oltenia au reprezentat o serie de lupte și ciocniri care s-au desfășurat între 5/18 noiembrie - 12/25 noiembrie 1916, după înfrângerea forțelor române în Bătălia de la Târgu Jiu și a avut ca rezultat ocuparea întregii Oltenii de către forțele Puterilor Centrale și silirea trupelor române, din compunerea Armatei 1 să se retragă peste Olt.

## Contextul operativ strategic

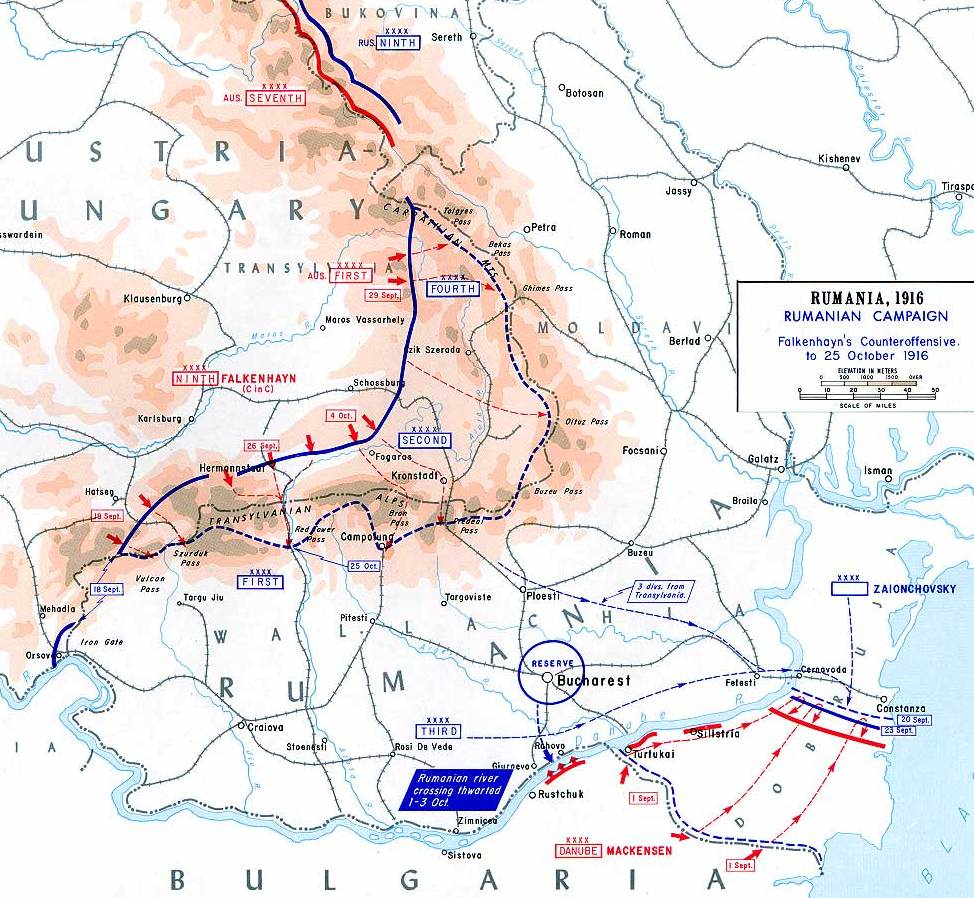
Contraatacul Puterilor Centrale, septembrie-octombrie 1916

Acțiunile militare din Oltenia au făcut parte din operația de apărare a teritoriului Munteniei, cea de-a patra operație de nivel strategic desfășurată de Armata României în campania anului 1916.:pp 472-473
Marele Cartier General român, sub euforia succesului neașteptat din Prima bătălie de pe Valea Jiului, considerase că forțele Puterilor Centrale nu vor mai încerca o nouă lovitură pe Valea Jiului, până la sosirea iernii.:p. 459 După victoria în prima bătălie de pe Jiu, din prima parte a lunii octombrie, Armata 1 română, comandată de către generalul Paraschiv Vasilescu, a trecut la punerea în aplicare măsurilor din planul de reorganizare ordonat de Marele Cartier General, încă de la 9 octombrie, dar care trebuiseră să fie amânate de intervenția germană. Divizia 11 Infanterie a fost scoasă de pe front iar sectorul ocupat de aceasta a fost preluat de unități ale Diviziei 1 Infanterie.:p. 13
Între 29 octombrie/11 noiembrie - 2/15 noiembrie 1916 s-a desfășurat A doua bătălie de pe Valea Jiului, urmată de Bătălia de la Târgu Jiu care au avut ca rezultat străpungerea apărării forțelor române și forțarea Munților Carpați de către trupele Puterilor Centrale, prin trecătorile Surduc și Vâlcan și ocuparea orașului Târgu Jiu.:p. 458

## Comandanți

### Comandanți români
Comandant ai Armatei 1 - General de brigadă Paraschiv Vasilescu

Comandant al Diviziei 1 Infanterie - Colonel Ioan Anastasiu

Comandant al Diviziei 17 Infanterie - Colonel Constantin Neculcea

### Comandanți ai Puterilor Centrale
Comandant al Armatei 9 - General de infanterie Erich von Falkenhayn

Comandant al Comandamentului General LIV Rezervă - General-locotenent Viktor Kühne

Comandant al Corpului de Cavalerie - General-locotenent Eberhard von Schmettow

Comandanți de divizie
- Divizia 41 Infanterie germană - General-maior Heinrich Schmidt von Knobelsdorff
- Divizia 109 Infanterie germană - General-maior Horst Ritter und Edler von Oetinger
- Divizia 11 Infanterie bavareză - General-locotenent Paul von Kneussl
- Divizia 301 Infanterie bavareză - General-locotenent Johannes von Busse
- Divizia 6 Cavalerie germană - General-maior Karl Stenger
- Divizia 7 Cavalerie germană - General-maior Albert von Mutius[4]:pp. 183-184

## Desfășurarea acțiunilor militare

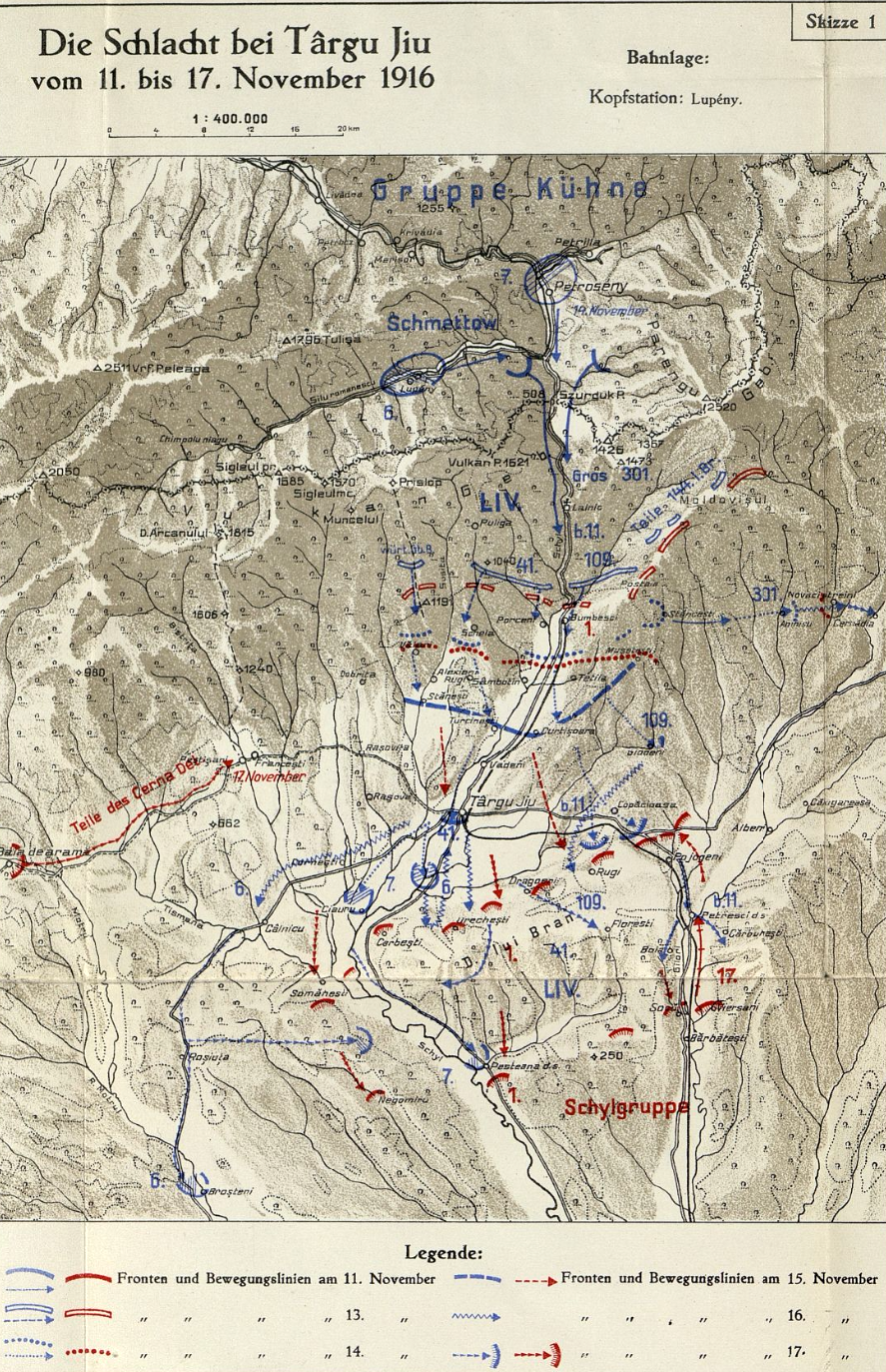
Desfășurarea acțiunilor militare